# 피에프창

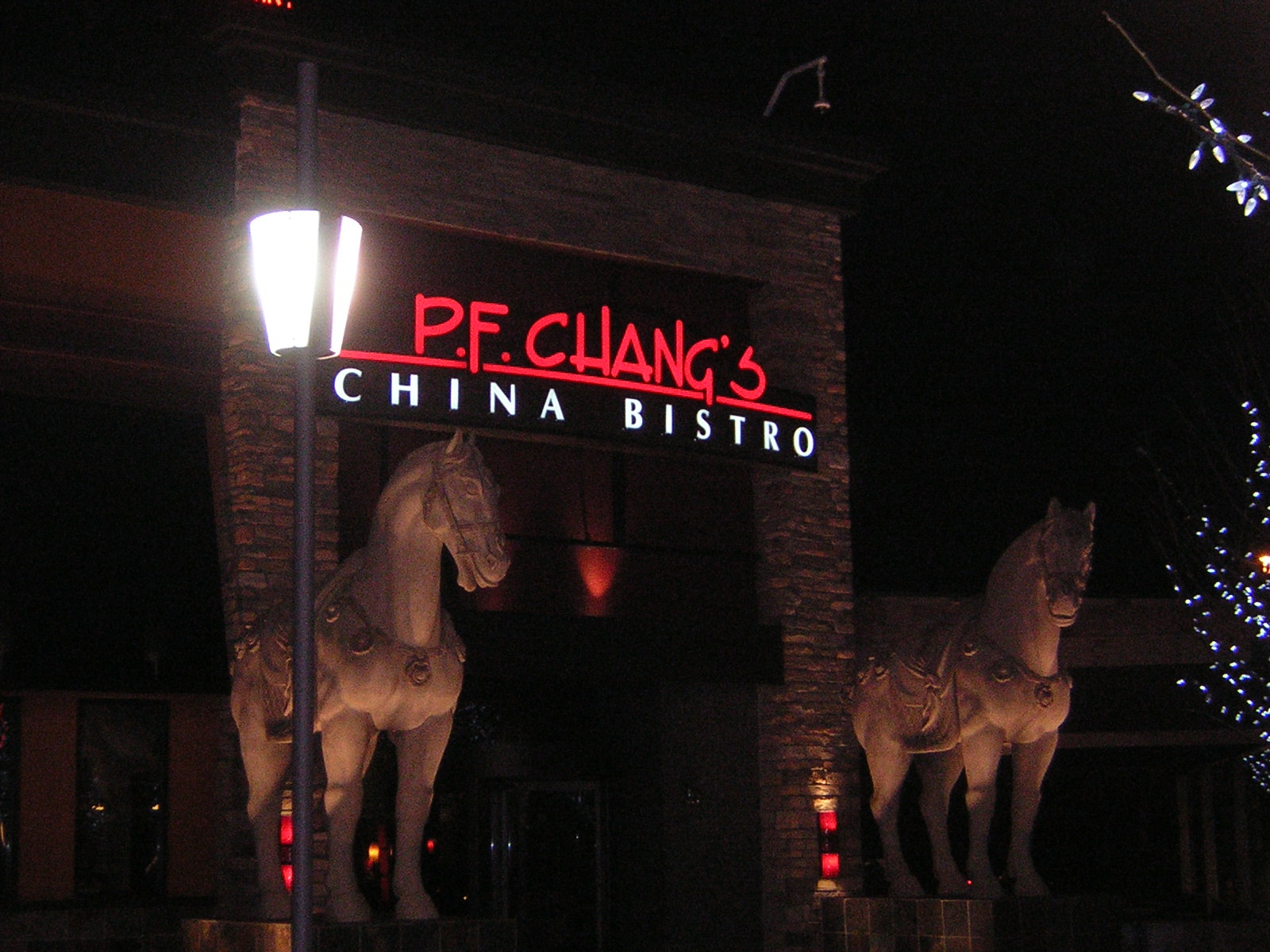
코네티컷주에 있는 지점

피에프창(P. F. Chang's China Bistro, 나스닥: PFCB)은 미국의 중국 요리 연쇄점으로 애리조나주 스코츠데일에 본사를 두고 있다. 1993년 폴 플레밍(Paul Fleming)과 필립 창(Philip Chang)이 스코츠데일에서 설립했다. 상호는 폴 플레밍의 머리 글자인 ‘P.F.’와 필립 창(Chiang)의 성을 따서 붙여졌다. 아시아 음식점인 페이웨이(Pei Wei Asian Diner)의 모회사이다.
현재 200개가 넘는 매장을 갖고 있으며, 캐나다, 푸에르토리코, 멕시코, 아르헨티나, 칠레, 브라질, 콜롬비아, 코스타리카, 파나마, 터키, 레바논, 필리핀, 도미니카 공화국, 이집트, 요르단, 쿠웨이트, 카타르, 사우디아라비아, 아랍에미리트에 지점이 설치되어 있다. 대한민국에는 2014년에 롯데월드몰에 처음 진출하여 문을 열었다.

## 역사
이 체인은 1993년 폴 플레밍(Paul Fleming)과 레스토랑 경영자 장순윈(Cecilia Chiang)의 아들인 필립 창(Philip Chiang)에 의해 설립되었다. 첫 번째 레스토랑은 애리조나주 스코츠데일의 스코츠데일 패션 스퀘어에 문을 열었다. 1993년에 피에프창 차이나 비스트로(P.F. Chang's China Bistro, Inc.)는 원래 4개의 비스트로 레스토랑을 인수하여 설립되었다.
2010년에는 '피에프창 홈메뉴'가 슈퍼마켓에 출시됐다. 이 브랜드는 유니레버의 라이선스 하에 판매된 냉동 전채 요리 및 식사 그룹을 대표한다.
2012년 피에프창은 민간 투자 회사인 센터브리지 파트너스(Centerbridge Partners)의 11억 달러 가치 거래 제안을 수락했다.
콘아그라 푸드(ConAgra Foods, Inc.)가 피에프를 인수했다. 2012년 8월 유니레버에서 피에프창의 홈 메뉴 라이선스를 취득했다.
2015년에는 피에프창은 캐나다 사업부에 대해 파산 신청을 했다.
2017년 12월, 피에프창은 2018년 상반기에 피에프창의 중국 첫 매장인 상하이에 매장을 오픈할 것이라고 발표했다.
2019년 1월 피에프창은 이전 소유주인 센터브리지 파트너스로부터 약 7억 달러에 트라이아티잔 캐피털 파트너스(TriArtisan Capital Partners) 및 폴슨 앤드 코퍼레이션(Paulson & Co.)에 매각하기로 협상 중이라고 발표했다.
피에프창은 급여 보호 프로그램(코로나바이러스 구제)의 일환으로 중소기업 대출로 500만 달러 이상을 받았다.

## 같이 보기
- 도원스타일
- 딘타이펑
- 라화쿵부
- 차이나팩토리 익스프레스
- 홍콩반점0410